# Serge Panijel
Serge Mendel Claude Panijel, conocido también como Serge Panijel o Serge Bril Panijel es un galerista, mercader de arte y coleccionista francés. Como artista, perteneció al movimiento  de la figuración libre en los años ochenta, expuso en la galería Swart en Ámsterdam, en el stand de la revista Art Present-Galerie de Adrien Maeght en la FIAC de París para presentar su arte en directo. Abrió en París junto con Stéphan Schein, la Mendel & Schein Art Gallery (Avenida Montaigne, 75008 París) y en 1986 enfrente del Centro Georges-Pompidou, la Galería Façade (30 rue de Beaubourg, 75003 París) dirigida hacia las grandes tendencias internacionales del arte contemporáneo, que se volvería a su vez la Galería Serge Panijel.
Es coleccionista y fue mercader de arte de Françoise Gilot en París, Nueva York, Tokio y Kusama fue el agente artístico internacional, el coleccionista y el mercader de arte de la escultora Elizabeth Strong-Cuevasy es coleccionista, mercader de arte y el experto internacional del pintor francés Philippe Friedberger.
Fue uno de los primeros galeristas en exponer en París a los artistas chinos del Grupo de las Estrellas (Xing Xing): Wang Keping, Ma Desheng y Mao Lizi.
Filántropo de la Asociación Francesa de los Amigos del Museo de Arte de Tel Aviv.